# Centre l'Amistat
L'Associació Cultural Centre l'Amistat és una entitat del municipi de Premià de Mar (Maresme).

## Descripció
L'edifici fou construït el 1902 i la major part de l'espai l'ocupà el bar i una sala d'actes. La decoració de la façana és modernista de caràcter popular i reprodueix els temes florals en relleu en els guardapols de finestres i portes, molt emprats en l'arquitectura modernista catalana.
Actualment, la façana està protegida com a bé cultural d'interès local.

## Història
Segona entitat cultural i recreativa després del Patronat. Ambdues entitats tenen les seves arrels fundacionals en la classe obrera i la seva creació és a cavall entre finals del segle xix i principis del XX.
L'entitat va ser fundada l'any 1892 com a societat recreativa i de mutu auxili. L'edifici va ser construït el 1902 (la sala-cafè) i el 1906 (teatre). Es va ampliar el 1966.
Acaba de ser restaurat (gener 2012)